# Helena Paparizou
Helena Paparizou, en griego: Έλενα Παπαρίζου, (Borås, Suecia, 31 de enero de 1982) es una cantante greco-sueca. Fue miembro del dúo de música dance-folk Antique antes de comenzar su carrera como solista en 2004. Como tal, ganó Festival de la Canción de Eurovisión 2005 representando a Grecia con el tema My Number One. Con Antique había obtenido el tercer puesto en 2001.
Desde su victoria en el festival se ha convertido en la cantante más exitosa de Grecia, entrando también en las lista de éxitos de numerosos países europeos, especialmente en Chipre y Suecia gracias a temas como Opa Opa (con Antique), Mambo, Heroes o Survivor, con la que compitió en el Melodifestivalen en 2014.

## Primeros años

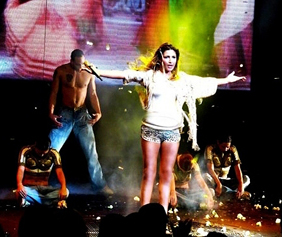
Helena Paparizou performing Katse Kala at Thalassa - People's Stage night club in September 2009

Helena Paparizou nació el 31 de enero de 1982 en Borås, Suecia. Es la hija menor de Georgios y Efrosini Paparizou, inmigrantes griegos radicados en Örgryte, Gotemburgo. Su padre provenía de la ciudad de Volos y su madre de Karditsa. Tiene una hermana mayor llamada Areti aunque la llamen "Rita" y un hermano al cual llaman "Dinos" aunque su nombre real es Konstantinos. Los talentos artísticos de Elena y su entusiasmo para sobresalir se volvieron notorios tempranamente, y estaba pronto involucrada en canto, baile y actuación, entrenando en combinación con sus estudios académicos en la escuela.
En 1985, cuando Helena tan solo tenía cuatro años, se trasladaron a Volos ya que padecía asma y sus pulmones no podían soportar el frío escandinavo. A Suecia volvieron después de dos años, cuando el problema se resolvió. Debido a este movimiento temprano, Paparizou hablaba el griego como lengua nativa. Cuando era niña, ella no solía pasar el tiempo con muchos niños suecos y también asistía a una escuela de lengua griega. A lo largo de su infancia, continuó sufriendo problemas respiratorios. Fue trasladada varias veces al hospital a causa de estos problemas. En la actualidad, sigue sufriendo el mismo problema y a menudo lleva un inhalador para el escenario para cuando pierde el aliento.
Helena se interesó por las artes a una edad temprana y sus padres pronto la involucraron en el canto, baile y teatro combinándolo con sus estudios académicos de la escuela. Con siete años comenzó a tomar clases de piano y ballet. La primera vez que se presentó delante de público griego tenía once años cantando la canción "Moro Mou", de Christos Dantis. A los trece años se dio cuenta de que quería ser cantante por lo que decidió tomar un enfoque serio en la preparación para conseguirlo. Un año después, con catorce años formó un grupo Funkomatic con ella como cantante más tres adolescentes hispanos y solamente cantaban música hip hop, dos años más tarde el grupo se disolvió. El 29 de octubre de 1998 trece amigos cercanos a Helena Paparizou murieron debido a un incendió que se provocó en una discoteca de Gotemburgo que dejó en total sesenta y tres muertos y más de doscientos heridos. Helena no fue a esta fiesta porque su madre no le dejó. Después de perder a sus amigos decidió abandonar el canto y comenzó clases de teatro. Esto solamente le duró un año ya que en 1999 formó el grupo Antique con uno de sus mejores amigos de toda la vida: Nikos Panagiotidis.

## Carrera musical

### 1999–2003:Antique
Helena, a los 17 años, formó un grupo con su amigo de la infancia Nikos Panagiotidis para formar el dúo Antique, que firmó rápidamente su primer contrato para grabar un disco con el sello sueco Bonnier. La idea principal de Antique era mezclar los sonidos folclóricos griegos con los más modernos del dance. Su sencillo debut, Opa Opa, se volvió un gran hit, alcanzando el número uno en las listas del país y ganando disco de oro después de su lanzamiento en agosto de 1999. Además, también se expandió por toda Europa arrancando de la mejor forma posible su carrera musical.
La fama y éxito posterior de la banda, fuertemente asociados con la promoción internacional de la cultura de Grecia, les permitió ser elegidos representantes de Grecia para el Festival de la Canción de Eurovisión 2001 en Copenhague. La banda alcanzó el tercer lugar con la canción, (I Would) Die for You, lo que sería la mejor participación de un artista griego en el certamen hasta el momento.
El éxito de Antique en el Festival de Eurovisión les permitió grabar más discos, hacer un tour por Europa, y colaborar con muchos otros artistas griegos. Paparizou ha admitido que la música griega es, según ella, algo así como un «gusto adquirido», diciendo que el nombre Antique (en idioma español, antigüedad) era probablemente un reflejo de su impresión en la infancia de ser algo bastante distante y anticuado; algo que ella solo realmente asociaba con sus vacaciones de verano en Grecia. Pero con el tiempo y ese acercamiento hacia Grecia hizo que la música tradicional griega fuera impregnándose en sus venas.
De mutuo acuerdo disolvieron el grupo en 2004 y Helena emprendió una carrera en solitario triunfando desde el primer momento con canciones de estilo mucho más pop y menos dance, manteniendo en algunas melodías sonidos folk.

### 2004–2005: Inicios como solista,Proteraiotitay Eurovisión
Tras el fin del grupo, Elena comenzó a trabajar como solista y firmó un contrato con Sony Music. En diciembre de 2003, lanzó su primer sencillo como solista, Anapántites Klíseis (más tarde lanzado en inglés como I don't want you here anymore), una canción escrita especialmente para ella por el cantante y escritor Christos Dantis. Las ventas del sencillo fueron altas y alcanzó disco de oro en Grecia.
Durante fines de 2003, Elena apareció junto a uno de los más grandes cantantes de Grecia, Antonis Remos, en el nightclub Studio Pireós. A principios de 2004, Elena lanzó su primera grabación como solista, Proteraiótita del cual Antithéseis, Anamníseis, Katse kalá, y Stin kardiá mou mono thlipsi se transformaron en exitosos sencillos. El disco alcanzó altas ventas, siendo certificado doble platino en un mercado tan difícil como el griego. Su éxito la llevó al nightclub Fever en la temporada 2004-2005 junto a Sakis Rouvas. Fue galardonada en los MAD Awards,y ya aparecía Proteraiótita en los charts de los Billboard de Grecia, Chipre y Portugal.
A causa de su popularidad en Grecia, donde comenzó a pasar más tiempo, Elena fue propuesta para representar al país por segunda vez en el Festival de la Canción de Eurovisión 2005. Interpretó My Number One, Let's Get Wild, y O.K. en la final nacional griega, ganando con My Number One por votación popular. The Light in Our Soul también fue presentada, pero sería descalificada debido a que había sido lanzada antes de las fechas límites del concurso, rompiendo así las reglas. Elena se cambió su nombre artístico, así llamándose "Helena" y no "Elena" antes de las fechas del concurso. Antes de que empezara el fesitval, el búscador de Internet, Google, ya proyectaba que la canción My Number One era la segunda canción más escuchada en eMule a nivel mundial y la primera en Ares, también a nivel mundial. En Kiev (Ucrania), la canción de Elena, obtuvo un total de 230 puntos, alcanzando los 12 puntos máximos en Albania, Alemania, Bélgica, Bulgaria, Chipre, Hungría, Reino Unido, Serbia y Montenegro, Suecia y Turquía. Su rival más cercana, la maltesa Chiara alcanzó únicamente 192 puntos, por lo que Elena se convirtió en la primera artista griega en ganar el concurso. Durante este tiempo, ella fue designada una Embajadora del Ministerio Griego de Turismo por su ministro, Dimitris Avramopoulos, quien invirtió 500 mil euros en su campaña para promover a Grecia durante su tiempo en el extranjero por la mercancía y la publicidad que aireó en todas partes de Europa. Su decisión, se consideró un truco de publicidad, fue repasada tibiamente por colegas; sin embargo, fueron impresionados por el resultado, él publicó a Paparizou para realizar el papel para el año siguiente. El 21 de mayo ella ganó la competición para Grecia por primera vez en la historia, ganando 230 puntos y el máximo 12 puntos de diez atado por nación para el más una noche hasta aquel punto. El momento de la victoria recogió la televisión más alta que ve posiciones en la historia griega y hubo celebraciones provocadas de masas sobre las calles de Atenas, mientras ella también fue saludada por varios representantes gubernamentales, incluyendo entonces el Viceministro, Theodoros Roussopoulos, y luego el primer ministro Kostas Karamanlis en una recepción en la Mansión Máximos, sobre la vuelta.
Tras el triunfo, Helena relanzó su primer álbum Proteraiótita en Grecia, con un segundo álbum con sus canciones candidatas a representar a Grecia en Eurovisión, y versiones en inglés de sus canciones anteriores, como I don't want you here anymore, Antithéseis, If you believe me y O.K. como también la versión en balada de (Ekheis kairó na mou fereis) Louloúdia. El CD estaba también disponible separadamente para quienes ya eran propietarios de su álbum debut. Una compilación de 16 pistas de las entradas de Eurovisión y canciones de su álbum debut fueron también lanzadas en Suecia, Polonia, Finlandia, Suiza, Turquía y España bajo el título My Number One. Llegada a España, fue invitada a la marcha del orgullo gay del 2005, el mismo año que se aprobó el matrimonio entre homosexuales en ese país. Gustosamente aceptó, así que My Number One fue el canto escogido para identificar dicho evento. En una entrevista para Tve declaró que estaba agradecida por esa invitación ya que ella apoyaba a los homosexuales puesto que tiene muchos amigos gais y lesbianas. Desde ese año se convirtió en un icono gay en toda Europa.
El 14 de julio de 2005, Elena fue recibida por el Rey Carlos XVI Gustavo cuando ella se presentó en la celebración del cumpleaños de la hija. Su visita causó controversia cuando el monarca colocó su mano en la espalda de Elena más abajo de lo socialmente aceptable, lo que fue argumentado como que «su mano resbaló» por parte de la Corte Real.
A finales de 2005, Elena estuvo de gira por Australia y América del Norte con el artista griego Nikos Kourkoulis, con conciertos repletos en algunos lugares. También, Elena fue nombrada como embajadora oficial del Ministerio de Turismo griego y My Number One fue utilizada como música de fondo en la publicidad televisiva del país a nivel internacional. Posteriormente, Elena volvió a los estudios y grabó un CD sencillo llamado Mambo!. El sencillo incluía el tema homónimo en sus versiones en griego e inglés, Panta se perímena y Asteria. El CD sencillo se mantuvo número uno en ventas en los rankings griegos por 10 semanas, incluyendo la semana de Navidad, y logró disco de platino. El sencillo fue también lanzado en Suecia en abril de 2006 y obtuvo disco de oro vendiendo más de 25 000 copias, siguiendo el éxito obtenido por los sencillos del disco, My Number One. El álbum debut de Helena fue reeditado por tercera vez en Grecia, contando en esta oportunidad con las versiones en inglés y griego de Mambo! y tres otras nuevas canciones en griego.

### 2006–2007:Yparkhei logosyThe game of love
Elena regresó a los estudios de grabación para trabajar en su segundo disco en griego y primero en inglés. El segundo álbum en griego de Elena, llamado Yparkhei logos, fue lanzado en Grecia el 12 de abril de 2006. Este nuevo trabajo supuso la consagración de Elena en el panorama musical griego y hasta la fecha ha sido certificado Doble Platino. El álbum consta de dos discos, el primero contiene 14 nuevas pistas, incluyendo Mambo! y el segundo disco nueve pistas en vivo de su DVD Mad Secret Concert (en el que se incluyen covers de Don't speak de No Doubt, Outside de George Michael, Smooth Operator de Sade, Like a prayer de Madonna y Just walk away de Céline Dion) como también cinco pistas adicionales, y un remix de la canción que le da el título al álbum, que a la vez es el segundo sencillo. El video para ese sencillo, Yparkhei Logos, salió al aire el día en que el álbum fue lanzado. En partes del video, Helena no canta a la par con la letra, con el fin de que pudiese ser posteriormente lanzado en un futuro cercano pero en su versión anglófona. La canción fue estrenada oficialmente durante los Arion Music Awards. Gigolo es el tercer sencillo del álbum.

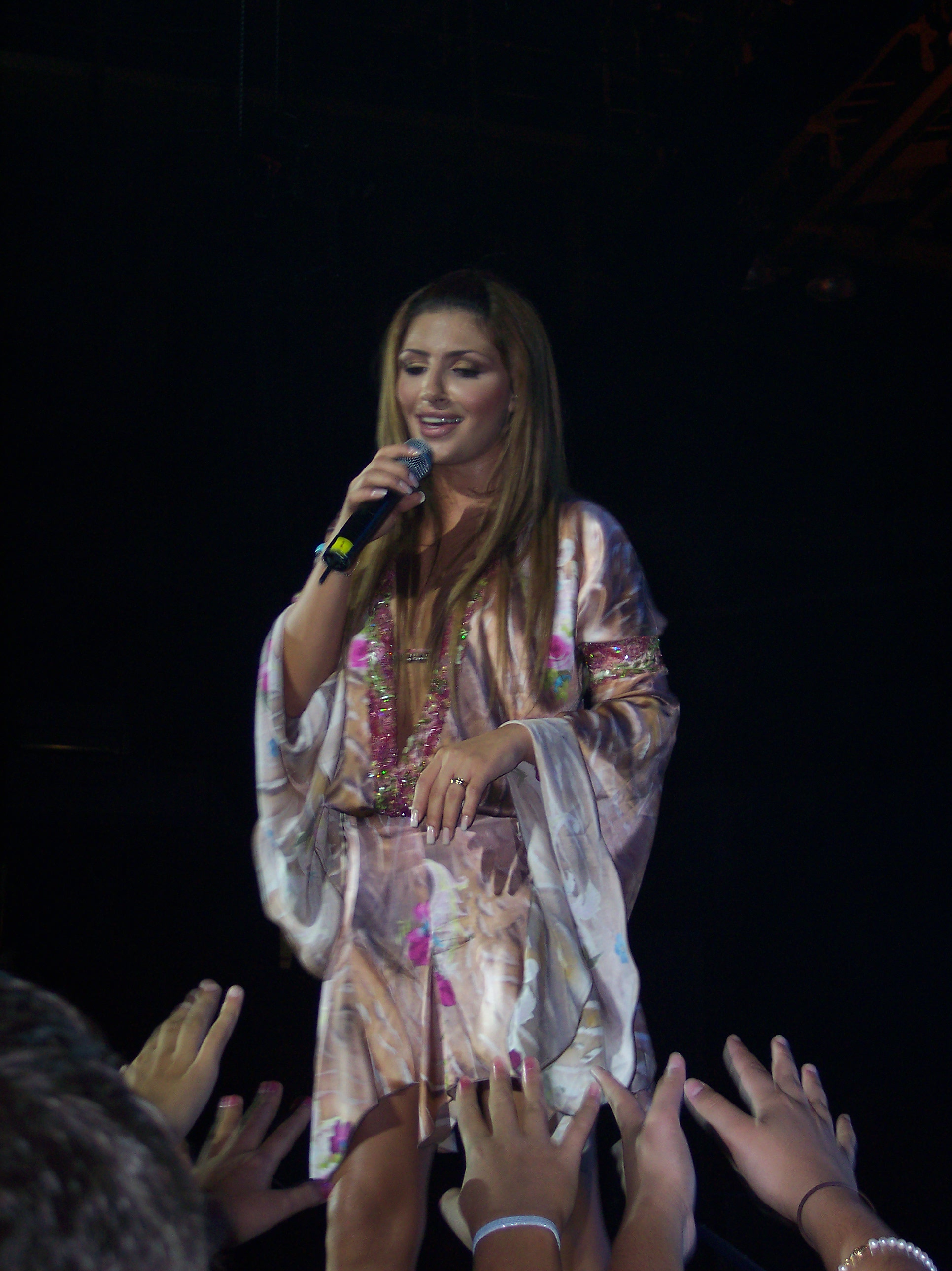
Helena Paparizou durante una actuación en Chicago.

El 20 de mayo de 2006, Elena se subió al escenario de Eurovisión una vez más, para cantar My Number One y Mambo! antes de entregar el premio a los eventuales ganadores, Lordi. Durante una conferencia de prensa ahí, ella dijo que la gente debería esperar escuchar un montón de Mambo!, Heroes y Gigolo en inglés a mediados de año y que pronto proseguiría con su carrera internacional.
Paparizou lanzó Mambo! en Suecia en un CD sencillo de 2 pistas, alcanzando el número 5 en las listas. Suecia es el primero de muchos países en los cuales Helena estará lanzando Mambo!. Los otros países en los cuales Helena Paparizou planea lanzar Mambo son: Austria, Suiza, Polonia, Turquía, y España. Otros sellos discográficos de Francia, el Reino Unido, Italia, los Países Bajos, Bélgica, Japón, China, los Estados Unidos, Canadá, Sudáfrica, y Australia también promocionarán la canción. La promoción escandinava de la canción será por parte de Bonnier Music. Para poner en marcha el lanzamiento mundial de Mambo!, Helena ha filmado un nuevo video orientado a un público más internacional.
Mambo! también comenzó a popularizarse en otros rincones de Europa; el video ha sido estrenado en Francia y ahora está siendo mostrado en Polonia y Rumania. La canción alcanzó el número 1 en el show de radio RmF con éxito por dos semanas y también alcanzó el número 1 la radio polaca Kolor por varias semanas. En Bélgica, Mambo! alcanzó la posición número 18. En Suecia, Mambo! alcanzó la posición número 5. El sencillo está previsto a ser pronto lanzado en más países en Europa pero no ha sido aún confirmada la fecha para el lanzamiento del sencillo. Mambo! está abriéndose lentamente camino en las listas europeas así como la canción está siendo tocada en más países.
El 29 de julio de 2006, Star Channel de Grecia reportó que Elena dio un concierto en Helsinki donde el ganador del Festival de la Canción de Eurovisión 2006, Lordi asistió. En el concierto, Helena cantó la canción de Lordi, Hard Rock Hallelujah. Lordi supuestamente se juntó con Helena tras bastidores y le propuso que dieran juntos un gran concierto en la temporada de invierno. Helena estuvo notoriamente entusiasmada con la idea.
El 22 de agosto, My Number One fue lanzado en Estados Unidos. El CD sencillo contiene 10 mezclas y la edición de radio. My Number One alcanzó la 8.ª posición del Billboard Dance/Club Play Songs. Mambo! será lanzado a lo largo del año con los remixes. Pronto, el video de Mambo! comenzará a rotar en el Reino Unido. La promoción de Mambo! ya ha sido lanzada y el sencillo será lanzado el 30 de octubre por la compañía disquera AATW (All Around The World). También se puede encontrar un remix de Mambo! en el nuevo CD de Dancemania que fue lanzado en el Reino Unido el 4 de septiembre.
El disco internacional debut de Helena como solista llamado The Game of Love, será lanzado por toda Europa, Australia, Japón, y Canadá el 25 de octubre de 2006. Será lanzado por todo el mundo poco después. El álbum contendrá 6 canciones de su disco en griego Yparkhei logos con letras en inglés. Habrá además 7 nuevas canciones entre las que encontramos Heroes.
Esta canción fue el himno oficial del Campeonato Europeo de Atletismo de 2006 llevado a cabo en Gotemburgo, Suecia en agosto, y fue lanzado en Suecia poco después. En las listas suecas, logró la posición número 1. En el álbum, habrá un bonus track en griego llamado Óti axízei eínai oi stigmés. La canción de bonus es original de Manou Hadzidaki, y fue un gran éxito en Francia en 1962.
El disco The Game of Love ha entrado en su primera semana a la venta en el puesto 18 en la lista de ventas de Suecia, y el sencillo Gigolo se sitúa en el 12. En Grecia se sitúa en el número 1 por tres semanas y obtiene la certificación de disco de platino.
La canción The Game of Love ha obtenido éxito en las críticas, sorprendentemente gran interés del crítico de música griega, Benita Ong. Gigolo, en tanto, sería el segundo sencillo del álbum después de Mambo!. El video de la canción ya ha sido estrenado en Grecia en Greeklish (griego e inglés a la vez) y puede haber una versión completamente en inglés del video para ser lanzado internacionalmente. Habrá 14 canciones en el álbum.
También grabó la canción Fos para la banda sonora de la película griega de Barbie. El 17 de octubre de 2006, la canción Teardrops fue lanzada en las radios griegas, indicando que podría convertirse en sencillo. También hay rumores de que el sencillo puede ser lanzado en Estados Unidos. Teardrops está actualmente en el número 1 de las listas griegas.
Helena fue una de los diez artistas que recibirán el European Border Breakers Award. Estos premios han sido creados por la Unión Europea y son entregados cada año a los diez artistas que han conseguido éxito con su primer álbum en el extranjero. Helena ganó este premio por el éxito de su primer álbum internacional My Number One. La entrega de premios se llevó a cabo en Cannes el 21 de enero de 2007 durante el MIDEM Festival y fue televisado por MTV Europa.

### 2008–2010:Vrisko to logo na zoyGyro apó t'óneiro

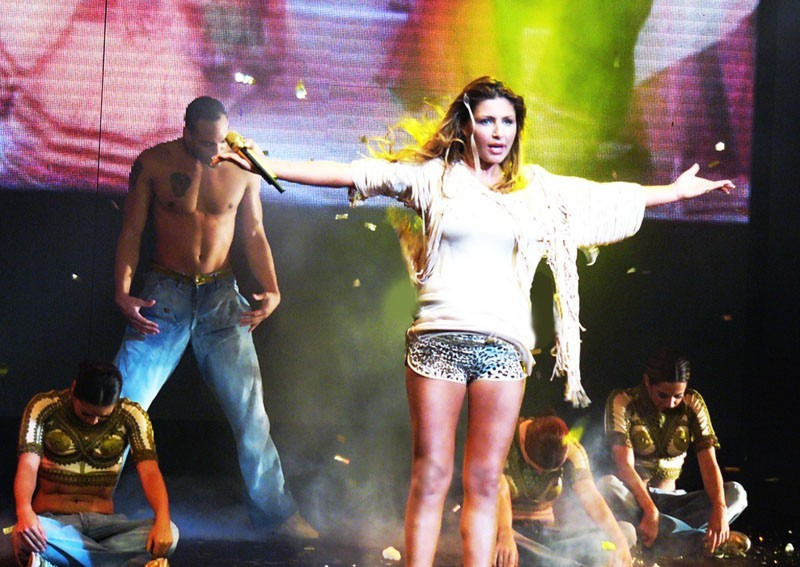
Helena Paparizou en concierto en septiembre de 2009.

Paparizou lanzó el 12 de junio de 2008 un nuevo trabajo titulado Vrisko to logo na zo, el que fue producido por Niclas Olausson y Toni Mavridis. Además, contó con la colaboración de destacados productores como Giorgios Sabanis, quien compuso el tema titulado To filí tis zoís («El beso de la vida»). Giorgios es muy conocido por ser compositor de muchos temas de música laïká. Giannis Christodoulopoulos y Giannis Doksas escribieron la letra del tema. Asimismo Eleana Vrahali escribió la letra del tema titulado Porta gia ton ouranó junto con dos jóvenes chicas suecas llamadas Matilda y Sofi.

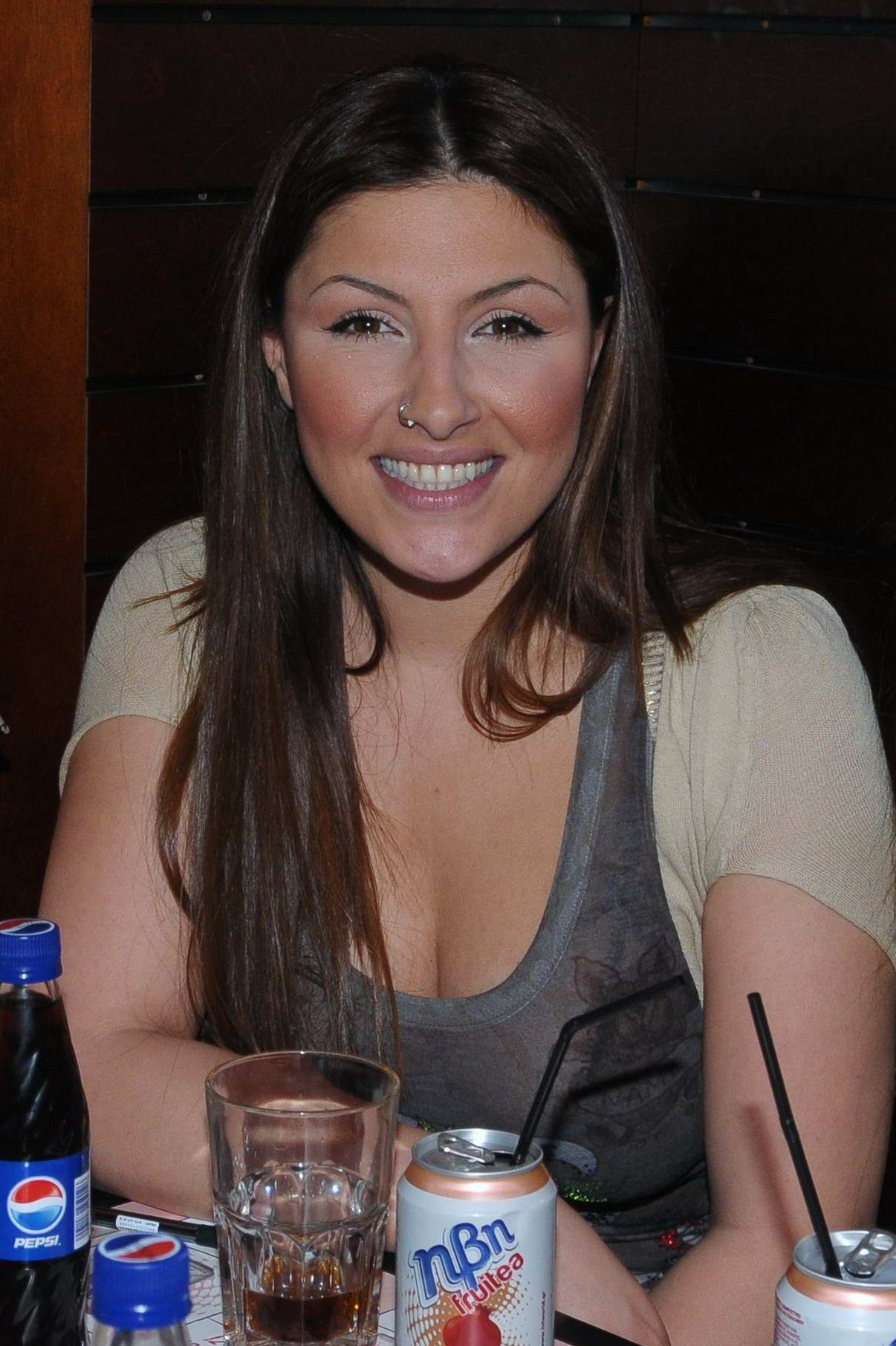
Helena Paparizou en el lanzamiento de Ivi Fruitea el 29 de abril de 2010 en el Hard Rock Café en Atenas.

Helena describió dicho álbum como «el más rockero de los que ha publicado hasta la fecha». Su álbum contiene temas con un sabor inconfundible griego con una clara influencia de Giorgios Moukidis y de las baladas de Eleana Vrahali. Helena guardó en secreto la colaboración de un dueto para uno de sus temas, el cual fue anunciado el 29 de mayo de 2008 y que resultó ser el dueto español Chambao, una banda que compone un flamenco electrónico y que cantó junto a ella Papeles Mojados.
En abril de 2009 sacó su nuevo sencillo Tha' mai alliós («Seré diferente») de corte pop-rock. Durante la publicación del sencillo se anunció que para finales de 2009 o principios de 2010 la cantante lanzaría un nuevo álbum.
El 24 de febrero de 2010 se publicó lo que fue el primer sencillo del nuevo álbum de la cantante titulado An ísouna agapi. El público y los fanes de Helena Paparizou esperaban un proyecto nuevo que escuchar ya que desde el verano de 2009 que lanzó la canción Tha 'mai alliós no había presentado nada nuevo. La canción, An ísouna agapi tuvo una gran acogida por parte de la gente alcanzando altas posiciones en las listas de música de Grecia, Chipre, Albania, España, Estados Unidos y Portugal.
El disco Gyro apó t'óneiro salió a la venta el 28 de marzo de 2010 en su versión sencilla junto con el periódico Real News. Este acuerdo comercial entre el periódico y Sony BMG permitió adquirir el álbum a un precio económico, debido a la fuerte crisis que sufría el país, beneficiándose a su vez de una masiva distribución. De esta manera el álbum logró vender 121.640 copias. El 9 de abril se anunció de manera oficial que Gyro apó t'óneiro había vendido 140.000 copias y obtuvo la certificación de once veces Platino. Un gran disco con varios estilos musicales, comenzando por pop rock, y acabando con dance. En este disco se incluye la canción que había publicado en 2009, Tha' mai alliós, como extra. Como regalo a los fanes, incluye en el álbum, de forma oculta, una canción en inglés, titulada Dancing without music, haciendo un adelanto de lo que podría ser un disco internacional.
También, en el disco se incluye un dúo con el cantante griego Giorgos Sabanis, productor de algunas canciones de Helena, titulado Thálassa, una canción de corte dance, de inspiración laïká.
En junio de 2010, a fechas de los premios VMA, de MAD, Helena ya había vendido más de 150.000 copias. En estos premios Helena, tras ser nominada a cinco premios, terminó ganando dos. «Mejor videoclip del año», por Tha' mai alliós, y «Videoclip más sexy», por An ísouna agapi. La gala de premios fue abierta por Helena, que deleitó a todo el público con su futurística actuación de la canción Dancing without music. También actuó haciendo un dúo con el grupo musical griego Onirama, la canción Together forever. Paparizou y Onirama se embarcaron en su conjunto de principios Fisika Mazi Tour el 30 de junio en el Theatro Petras, como parte del Festival de piedra en Petroupoli. Una sorpresa de inspección por el SDOE en la parada de la gira de Cefalonia, que encontró la producción culpable de violaciones de impuestos fue objeto de controversia, se reveló que 8 500 entradas para los conciertos fueron dejados no timbrados y las tarifas de contrato de los artistas intérpretes o ejecutantes no habían sido presentados. La cantante dijo que ella no tenía ningún conocimiento de los hechos y que ella no tiene ninguna afiliación con el grupo de producción, aparte de como artista. Ella era uno de los ocho artistas que actuaron en el primer concierto de locos fanáticos, un tributo a Michael Jackson, de cerrar el show con covers de "Heal the World" y "You Are Not Alone". Para la temporada de invierno Paparizou aparece junto a Antonis Remos en Diogenis Estudio, por la que supuestamente se pagó 10 mil euros por noche, cuatro mil euros menos que la temporada anterior de las actuaciones. Paparizou se presentó en mayor Albert Hammond Legend, un álbum de grandes éxitos en las pistas "Enredao" y su equivalente en idioma inglés "Tangled Up in Tears".
En octubre, lanzó como descarga digital el remix del cuarto sencillo de Gyro apó t'óneiro, Gyrna me sto khtes. Más tarde, ya con el nuevo sencillo rondando por las radios se descubre otra noticia de Helena: la grabación de un dúo con el famoso internacionalmente cantante Albert Hammond de dos canciones: Enredao y su versión en inglés Tangled up in tears.

### 2011–2012:Greatest Hits & Morey colaboraciones
El 3 de enero de 2011, se hizo público el listado de las mujeres más bellas de Grecia donde Helena aparecía, un año más, en el número uno, como mujer más bella. También durante el mes de enero, la revista griega Big Fish hablaba en un artículo sobre un nuevo álbum de Helena Paparizou para el nuevo año. Al principio, todo apareció como un rumor sin verificar. Más tarde, Giorgos Sampanis, amigo y productor de Helena, comentó que había estado componiendo nuevas canciones para Helena Paparizou. La propia cantante, en el muro de su página de Facebook escribió: "Preparaos para las MUCHAS sorpresas en el próximo mes" (refiriéndose a febrero de 2011). El nuevo álbum, según información obtenida de diversas revistas griegas, es un recopilatorio con las mejores canciones de Helena, y al parecer con nuevas canciones inéditas. TLife, una página web de información y prensa rosa griega, definitivamente, confirmó los rumores de nuevas canciones de Helena, ya que en su artículo anunciaba la participación como invitada especial de Helena Paparizou en la final del concurso griego Factor X donde presentará una de sus nuevas canciones. Parecía que Helena Paparizou iba a por todo, porque aun sonando en las radios su último sencillo Gyrna me sto khtes, presentó la nueva canción (Baby it's over) a principios de febrero de 2011. Todos los medios de comunicación se hicieron eco en cuanto a las nuevas noticias.
El 2 de febrero, en la gala realizada por el canal de radio y televisión MAD, Madwalk, Helena estrenó su nuevo sencillo que dio impulso a su primer álbum recopilatorio. La canción es un tema dance, en inglés, y tiene por título Baby it's over («Cariño, se acabó»). La canción comenzó a expandirse poco a poco con un grandioso éxito. Al día siguiente, hablaban sobre la canción en páginas sobre música de Suecia, de España y de Inglaterra, siendo en esta última seleccionada como Canción del día, el día 10 de febrero.
A pesar de que el álbum en principio iba a salir a mediados de marzo, se fue retrasando poco a poco hasta que, oficialmente, vía Facebook comunicaron que el recopilatorio saldría a la venta a finales de abril. El miércoles 23 de marzo se realizó la grabación del videoclip del primer sencillo del álbum (Baby it's over) dirigido por Konstantinos Rigos. Esta canción ha sido todo un éxito en Grecia llegando a todos los números unos, incluso llegando a estar en las listas de canciones más escuchadas y descargadas de Europa. El 17 de mayo se hizo pública otra de las nuevas canciones del álbum, Love me crazy y su versión en griego.

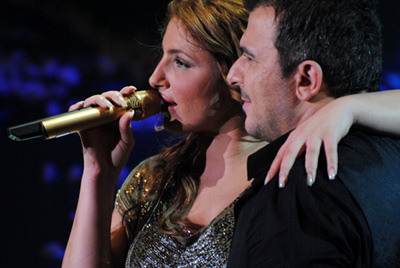
Helena Paparizou cantando junto a Antonis Remos en el Diogenis Studio en 2011.

El 23 de mayo, con unos días de antelación, se puso a la venta el tan esperado álbum. Éste incluye cincuenta y dos canciones, en griego y en inglés. Hubo un error de producción en el disco por lo que a los pocos días de ponerse a la venta desapareció de las tiendas para volver a integrarse dos semanas más tarde. El error era la calidad de la carátula de cartón, que era muy endeble, y que no incluía el librillo con las canciones, imágenes de Helena y las letras de las dos nuevas canciones: Baby it's over y Love me crazy. Mediante una revista griega de mediados de noviembre se dio a conocer, por primera vez, que la versión deluxe del álbum Greatest Hits & More saldría antes de la Navidad de 2011. Pronto corrió como noticia por varias páginas web desvelando cual era el contenido. Además de los tres CD que ya incluía la versión normal, esta edición traería consigo un gran libro con fotos de Helena, declaraciones y dedicatorias de amigos y familiares de la cantante hacia ella.
Recién lanzado el álbum al mercado Helena se fue de viaje a Suecia, según dijo ella para estar con familiares y amigos de la infancia. Más tarde se conoció la noticia de que Helena Paparizou había terminado la relación de doce años con la que era su pareja Toni Mauridis. En Suecia Helena dijo que estaba trabajando y escuchando nuevos temas, para un posible álbum, de compositores suecos y también anunció que con la ruptura, Toni había dejado de ser su mánager. Durante el verano de 2011 se dio a conocer que Paparizou tenía nuevo equipo y mánager, al parecer, suecos.
Durante octubre y noviembre de 2011 la cantante trabajo en diversos proyectos. Durante la segunda mitad del mes de octubre salió a la venta el álbum de dúos de la cantante Nana Mouskouri, Tragoudia Apo Ta Ellinika Nisia (canciones de las islas griegas), en el cual había una colaboración con Helena Paparizou; las dos juntas interpretaban la famosa canción griega "Dari Dari". Durante noviembre estuvo en el estudio de grabación con una nueva canción en inglés cuyo título es Mr. Perfect. Además también estuvo con el fotógrafo y director de videos musicales K. Rigos grabando el videoclip de este nuevo sencillo en inglés.
El 29 de noviembre, Helena Paparizou cantó junto a Nana Mouskouri y a la Orquesta Filarmónica de Berlín en la misma ciudad. A pesar de que se había convertido originalmente rechazado en ofertas para llevar a cabo durante el invierno, para la temporada Invierno 2011-12 actuó como un acto de apoyo para Yiannis Parios en Salónica en el club Pili Axiou del 18 de noviembre. La colaboración entre un artista como Paparizou con dos actos veteranos respetados ha provocado reacciones de naturaleza mixta y la sorpresa. Haciendo su debut en televisión, Paparizou también se desempeñó como juez en la primera temporada de Dancing ANT1 en el hielo del 6 de noviembre al 22 de enero. Paparizou admitió que su experiencia y conocimiento del deporte es bastante poco por lo que limitaría sus comentarios a los aspectos emocionales en lugar de técnicos. El espectáculo se estrenó con unos índices de audiencia compartidos inicialmente, pero mostró una disminución constante de semana a semana, mientras que siendo filtrado críticamente por su baja producción y valor de entretenimiento. La apariencia de los críticos de Paparizou, muestran polarizados, algunos que elogió su confort y otros que se encuentran su presencia indiferente y a su muy fuerte y molesto. "La primera noche que ella fue deslumbrante, aun cuando un poco de sobrepeso, cómodo con una risa hilarante. Muestra, finalmente, después de tantos nos dimos cuenta que no hay nada más allí. Solo un escote impresionante y una risa enfurecer", dijo Thanasis Anagnostopoulos de la página web Queen.gr.

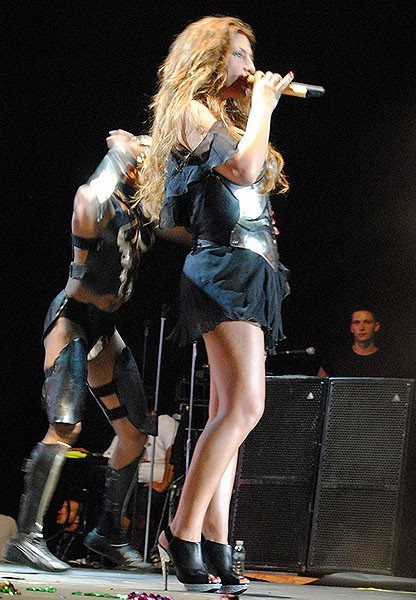
Helena Paparizou en concierto.

En diciembre, Paparizou lanzó el sencillo "Mr. Perfect" de su próximo álbum, que no cumplió con las expectativas de gráficos, alcanzando un máximo de siete en las listas digitales y así llegando al top 30 en airplay. La canción fue remezclada por Playmen y los dos actos se llevan a cabo junto con Joan Jett y The Blackhearts en el "I Hate Myself For Loving You" en el MADWalk del 2 de febrero de 2012, lo que representa Deux Hommes. El video ganó tres nominaciones por Mejor Video Pop, Artista Femenina del Año y Artista del Año en los Premios Video Music Awards MAD 2012, mientras que "Baby it's over" obtuvo una nominación al cuarto de MAD 106.2 como el "Track del Año"; ganó los premios de Artista Femenina y Track del Año. Ella realizó una versión de cabaret con Eric Saade, la canción "Popular" para la final del Melodifestivalen 2012, que fue lanzado como su primer sencillo en Suecia en cinco años, pero no para trazar. Después de su debut en la televisión, Paparizou recibió ofertas para aparecer en el show dancing "Dancing on ice", incluso le ofrecieron como un competidor más, a pesar de que en última instancia, optó por competir en la versión sueca, "Let's Dance 2012" en la primavera, se asoció con David Watson. En un principio, era considerada una de las favoritas para ganar en las apuestas deportivas, que recibió puntuaciones moderadas y fue eliminada en el tercer episodio del reality show de telerrealidad, colocando a cabo sesiones de diez concursantes. Paparizou está preparando su sexto álbum de estudio que se centrará más en los sonidos de baile de sus esfuerzos anteriores. Ella se espera que la liberación de dos nuevas canciones griegas, el primero de los cuales serían puestos en libertad a principios de junio y se llama "O Logos Sou Spathi", pero el lanzamiento se retrasó, con la especulación que se están realizando, ya de que se debía a los malos resultados de sus sencillos pasados y el protagonismo actual de los artistas más jóvenes. En cambio, en los Premios Video Music Awards MAD 2012, Paparizou realizó una nueva versión de la balada "Poios", una pista de Vrisko Para logo de NA Zo, y también fue ofreció en Playmen de "todo el tiempo", un remix de la canción de Eddie Murphy, junto con Courtney y RiskyKidd. Ambas canciones fueron lanzadas a las radios el próximo día. Desde finales de junio a mediados de agosto se realizará una gira por Grecia y Chipre con Melisses, mientras que para la temporada de invierno se ha informado de que llevará a cabo junto a Natasa Theodoridou, muy probablemente en Votanikos. Mientras Paparizou había hecho el contrato con Sony había terminado formalmente a principios de 2011.
A pesar de que el videoclip de Mr. Perfect se hizo público a través de la televisión musical griega MAD TV el 1 de enero de 2012, oficialmente se publicó el 18 de enero. Este día fue el que se colgó el videoclip a máxima calidad en la página Vevo de YouTube de la cantante.
En marzo de 2012, Helena volvió a su país natal, Suecia, para trabajar en nuevos proyectos en dicho país. A finales de febrero el periódico sueco "Expressen" ya hizo pública la posible participación de Paparizou en el popular programa de televisión Let's Dance. También informó de la participación de la cantante en la final del Melodifestivalen 2012 y la futura publicación de nueva música en inglés para Suecia. La actuación de la cantante en el Melodifestivalen fue aclamada por gran parte de la prensa y medios de comunicación griegos. "Popular", la canción que cantó Helena en la final del Melodifestivalen, al día siguiente se publicó en iTunes Suecia y rápidamente se colocó en el puesto 40 de canciones más vendidas llegando unos días más tarde hasta el puesto 28. Según Sveriges Radio, una radio sueca, Helena Paparizou se encuentra en el estudio grabando nuevas canciones para un posible álbum en inglés que se convertiría en el segundo álbum internacional de la cantante.
El 9 de mayo las revistas griegas Hello! y OK publicaban que la cantante lanzaría dos nuevas canciones para la gira que realizará durante el verano de 2012 en Grecia y Chipre junto al grupo Melisses. En la noticia también se comentaba que el nuevo álbum está compuesto por canciones de corte dance.
En los premios MAD, que celebra la música griega anualmente en el mes de junio, Helena Paparizou cantó dos canciones: un cover llamado "All the time" que entró en las listas musicales griegas con grandes resultados y "Poios" canción perteneciente a su tercer álbum de estudio Vrisko to logo na zo (2008). El 22 de junio a su representante de A & R, Giannis Doxas, anunció oficialmente el final de su colaboración y su salida de la discográfica.

### 2013–2015:Ti ora tha vgoume,Melodifestivalen,One lifeyNINE
El año comenzaba con un artículo en la página web griega "SokNews" según el cual Helena tiene nuevos proyectos en Suecia. El artículo decía que a finales de febrero, cuando Helena Paparizou termine su residencia con Natasa Theodoridou en el Votanikos Club, viajará durante unos meses a Suecia para protagonizar un musical y paralelamente a esto grabará un álbum con productores suecos. El 9 de noviembre, ella cantó en directo la canción "Imagine" en la cena de la gala del Athens Classic Marathon 2012. A principios de 2013, el club de fanes oficial y la revista griega Hello!, anunció que Helena había firmado oficialmente con EMI Music Greece y de forma internacional con la discográfica Universal Music.
El 1 de febrero, Sony Music lanzó digitalmente en iTunes Greece un segundo álbum recopilatorio titulado "The Love Collection" incluyendo baladas de amor de Helena de anteriores álbumes. En febrero de 2013, Helena Paparizou actuará como invitada en la final de la preselección griega para Eurovisión 2013, y cantará el tema ganador de Eurovisión 2005, "My Number One" con Vegas y "Après toi" con Vicky Leandros. A finales de febrero / principios de marzo, las actuaciones de Votanikos Club terminarán y Helena dejará Grecia, debido a sus nuevos proyectos en Suecia. Además, su sexto álbum de estudio griego estará listo para finales de marzo con el lanzamiento del sencillo debut escrito por Stavento este mes de febrero. El 11 de marzo, la página de la radio Kosmoradio 95,1, anunció el título del nuevo sencillo "Poso m'aresei". La canción será lanzada el 19 de marzo de 2013. A pesar del retraso de la canción, el martes 12 de marzo, una semana antes del lanzamiento del sencillo, en las principales radios griegas comenzó a sonar un avance de la canción que rápidamente se extendió por la red. La canción entró en listas griegas con buenos resultados, llegando a la posición número 5. El segundo sencillo de su próximo álbum, "Ena lepto", fue lanzado el 15 de abril. Más tarde, se confirmó que su nuevo álbum se llamaría Ti ora tha vgoume. El 29 de mayo se lanzó en Suecia y Grecia el nuevo sencillo de la cantante "Save me (This is an SOS)".
En 2014, Paparizou participó en el Melodifestivalen 2014, la preselección sueca para el Festival de la Canción de Eurovisión 2014. Se presentó con la canción "Survivor" y participó en la primera semifinal donde obtuvo la 3.ª posición, clasificando para la repesca (el "Andra Chansen") ya que los que se clasificaban directamente a final eran los dos primeros puestos. En el Andra Chansen ganó el duelo contra Outtrigger y su canción "Echo". En el duelo, Paparizou recibió un total de 123,859 votos, mientras que Outtrigger recibió 51,627 votos, por lo que Paparizou se clasificó a la final del Melodifestivalen 2014. Ya en la final, actuó en la posición 6 de 10 actuaciones. Al final de la gala celebrada en el Friends Arena de Estocolmo, Paparizou terminó en una merecida 4.ª posición con un total de 84 puntos. La ganadora del Melodifestivalen 2014 fue Sanna Nielsen con su canción "Undo".
Después del Melodifestivalen, promocionó su álbum One life que se lanzó el 26 de marzo del mismo año y lanzó también el sencillo "Don't Hold Back Our Love", donde actuó en la semifinal de The Voice of Greece el 2 de mayo de 2014. El álbum, alcanzó la posición número 3en Grecia, la número 4 en Chipre y la número 11 en Suecia.
Desde el 14 de noviembre hasta el 13 de diciembre, Helena Paparizou participó en el tour navideño "Julgalan 2014". Esta serie de conciertos se desarrollaron por diferentes ciudades suecas donde estuvo acompañada por los cantantes Danny Saucedo, Alcázar, Mattias Andreasson, E-type, Erik Segerstedt, Linda Bentzing y Albin. El 14 de diciembre, un día después de terminar el tour "Julgalan 2014", Helena cantó en el acto de celebración de Santa Lucía el cual fue retransmitido por SVT, la cadena de televisión pública de Suecia.
El año 2015, comenzaba con buenas noticias sobre los nuevos planes de la cantante. Su manager confirmaba que Helena Paparizou iba a publicar el primer sencillo de su sexto álbum en griego a mediados de febrero. Además, también confirmó que otro sencillo, en inglés, se estaba preparando para su siguiente álbum internacional, o de lengua inglesa. Ya a finales del año 2014, Helena anunciaba que del 6 de junio hasta el 15 de agosto estaría presente en la gira de conciertos suecos Diggiloo Tour. El 16 de febrero, se publicaba el nuevo sencillo de los DJs y productores griegos HouseTwins, Love till it's over, en el que participaba Helena Paparizou. Ese mismo día comenzó la promoción del nuevo sencillo en griego de la cantante, Otan angeli klene, a través de las principales radios helenas. A través de un proyecto de GetGreekMusic, Helena Paparizou contestó a preguntas que le hicieron a través de Twitter. Entre sus respuestas dijo que estaba grabando muchos demos tanto en griego como en inglés, pero que todavía era muy pronto para dar fechas o confirmar nuevas canciones o álbumes.
A principios del mes de abril se hizo pública la fecha del lanzamiento de Angel, la versión original y en inglés del último sencillo lanzado por Helena en Grecia, Otan Angeli klene. Angel será lanzado al mercado musical y radios suecas el viernes 24 de abril y unos días más tarde en Grecia. Es el sencillo con el que Helena Paparizou volvió a Suecia un año después del lanzamiento de Survivor el cual consiguió ser sencillo de oro y el poco exitoso Don't hold back on love.
A finales de junio de 2015, Helena Paparizou aceptaba participar en el musical "Nine" que se realiza en el Teatro Pantheon de Atenas, haciendo su debut en el teatro. El papel de Helena en esta obra es el de Saraghina, una prostituta. El musical abre sus puertas el 28 de octubre y estará en función hasta finales de año. Por el momento, no se sabe nada sobre el nuevo álbum, ya que Helena lo ha dejado a un lado para centrarse, primero en la gira que hizo por Suecia, y ahora en el musical "Nine".
El 13 de noviembre, Helena Paparizou colgaba en su página de Facebook una foto en la cual aparecía en el estudio acompañada de un estado en el cual se podía leer en griego: "Με μισή καρδιά", έρχεται πολύ σύντομα ("'Me misi kardia' muy pronto"). Además el mismo día Yannis Doxas, productor de la cantante también subía una foto a su cuenta de Instagram en la que escribía en inglés:Back to the studio! With my Luv! New single coming up! ("¡Vuelta al estudio!¡Con mi amor!¡El nuevo single está al caer!"). Ambos, con dichos comunicados lo que hacían era presentar el nombre del nuevo sencillo que la cantante lanzaría a finales de año con el título Misi kardia.

### 2016–presente:The Voice of GreeceyOuranio Toxo
Finalmente, el nuevo sencillo se lanzó a las radios griegas el 8 de febrero de 2016 y se lanzó a todos los espacios digitales el 15 de febrero junto al videoclip dirigido por Sherif Francis. El día del lanzamiento, la canción se posicionó durante todo el día en el puesto número 1 de ventas en Grecia y Chipre, y fue titular en diversas revistas en línea griegas y en las diferentes radios del país. Con el nuevo sencillo recién lanzado, la cantante no deja de trabajar en su nuevo proyecto. El compositor y productor griego Dimitris Kontopoulos el 20 de febrero, cinco días después del lanzamiento de Misi kardia, subía a su cuenta de Instagram una foto en la que aparecía él, junto a Yannis Doxas y Helena Paparizou en el estudio. A la foto le acompañaba el comentario del productor: Cooking day #newstuff #music #studio #paparizou ("Día de cocción #nuevomaterial #música #estudio #paparizou").
El 21 de marzo corrió la noticia por las redes de que Helena Paparizou estaría presente en algún acto eurovisivo en Suecia y finalmente el 2 de abril salía la noticia en diferentes medios de comunicación suecos y en algunos dedicados a los temas de Eurovisión que Helena Paparizou participaría en el programa sueco Inför ESC. Este es un programa que realiza la televisión pública sueca, SVT, del 26 de abril al 6 de mayo, donde se habla sobre el Festival de Eurovisión, las canciones, los artistas, etc. Helena estará acompañada por Oscar Zia, Wiktoria Johansson y Njol Badjie de Panetoz. Además, también se conoció por estas fechas en una entrevista que hizo la cantante a la radio sueca P4 Göteborg que lanzaría "Misi kardia" en Suecia el 6 de mayo.
El 12 de enero de 2017 Helena Paparizou visitaba el Smile Of The Child", un centro de voluntarios y sin ánimo de lucro para el bienestar de niños y niñas sin recursos. En ese mismo lugar, Helena anunciaba que participaría en el Colour Day Festival 2017 y que el tema principal del festival lo cantaría ella.
Mientras tanto, Yannis Doxas, su productor ejecutivo y letrista, a lo largo de la primera mitad del año había ido publicando fotos de Helena Paparizou en el estudio preparando el nuevo álbum. El 28 de abril se lanzó el nuevo sencillo Haide, una canción con música, letra y producción del famoso compositor griego Phoebus o Fivos. Desde su época de Eurovisión ninguna canción lanzada en Grecia había tenido tanta repercusión en otros países. Haide apareció en las listas de canciones digitales más vendidas en Grecia, Chipre, Bulgaria, Rumanía, Suecia, Finlandia y Dinamarca, incluso llegando a posicionarse entre las canciones más vendidas de Europa. El 27 de junio lanzaba un EP titulado Extended Summer 2017 en el que se incluían seis canciones, tres de ellas inéditas y pertenecientes a su próximo álbum. Ese mismo día en el MAD Video Music Awards interpretó su nuevo sencillo, Haide, además de Tora I Pote con Tamta y An Me Dis Na Kleo con Anastassios Rammos. Al día siguiente, el 28 de junio comenzaba el Summer Tour realizado en conjunto por Helena Paparizou y Despina Vandi.
El 9 de octubre de 2017, Helena presentaba el videoclip del tema An Me Dis Na Kleo junto a Anastassios Rammos, debido al gran éxito que el tema había cosechado tras su interpretación en los Mad VMA, siendo el videoclip más exitoso de la cantante en toda su historia habiendo superado las 18 millones de visitas.
En el mes de diciembre, Helena publica el último sencillo llamado Etsi Ki Etsi, que sirve como tema promocional de su nuevo álbum de estudio llamado Ouranio Toxo, en el que había incluido 21 temas, entre los que destacaban anteriores sencillos exitosos de la artista como Haide o An Me Dis Na Kleo, además de numerosos remixes y varias colaboraciones con artistas de la talla de Tamta, Gabriel Russel o Aleka Kanelidou.
El 2018 comenzó con una oferta por parte de la televisión pública chipriota para representar al país en el Festival de Eurovisión del año 2018 en Lisboa, no llegando a un acuerdo con la cadena, siendo Eleni Foureira la elegida finalmente por la cadena.

## Estilo musical

### Influencias
En la familia de Helena Paparizou no hay ningún cantante, y la misma dijo que la única que cantaba en su familia era su abuela paterna. Cuando era pequeña estuvo muy influenciada por la música folclórica griega. Cantaba canciones de muchos artistas griegos aunque lo veía como una moda pasada y algo muy lejano ya que Helena solo visitaba Grecia en sus vacaciones de verano. En su adolescencia comenzó a escuchar una amplia de gama musical, incluyendo el R&B, el soul, dance, pero sus influencias musicales más grandes eran las grandes cantantes del momento como Madonna, Celine Dion, Tina Turner y Janet Jackson. Más tarde, también Terzis Paschalis fue el que le dio clases de canto para mejorar el nivel técnico de su voz. Helena también declaró, antes de participar, por primera vez, en Eurovisión 2001, que era una gran seguidora del concurso.

### Música y temas
Durante su carrera en solitario, Paparizou ha transformado su estilo musical y la imagen de Laiko para hacer estallar a más de rock en estilos en un capricho, sin embargo, algunos críticos lo atribuyen a la falta de estilo personal y siguientes tendencias de los tiempos con el fin de para el éxito comercial en lugar de ser una forma de expresión artística. Paparizou también se ha sabido seguir las tendencias de las estrellas del pop internacional femenino de la época con algunas comparaciones que ha recibido varias críticas de su estilo musical. Canciones como "The Light in Our Soul" de Céline Dion, "Let 's Get Wild" de Anastacia, "Gigolo" y "Carpe Diem (Aprovecha el día)" de Shakira, "Somebody's Burning (Put the Fire Out)" de Beyoncé Knowles, y "Dancing Without Music" de Kylie Minogue del álbum Afrodita (2010).

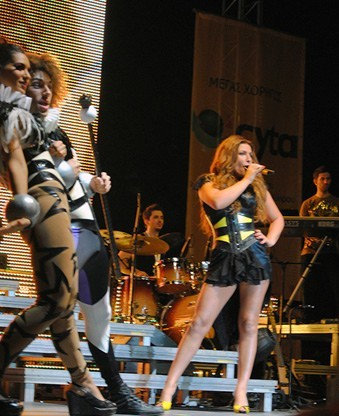
Paparizou realizando un concierto en Atenas el 30 de junio de 2010 sobre la gira Fysika Mazi con los bailarines.

Al igual que el trabajo de Antique, todos los álbumes de Paparizou han incluido una cantidad considerable de las cubiertas y las traducciones. Después de distinto estilo antiguo de mezclar la música tradicional griega con los sonidos de discoteca nórdicos, con su álbum debut como solista Protereotita, Paparizou ha centrado en los sonidos más pop, además de Laiko y las canciones fueron dirigidos hacia el mercado del club, sin embargo, Giorgos Mastorakis de rincón de la música dijo que a pesar del cambio de imagen, el álbum no fue muy diferente a lo que el público se había acostumbrado a partir de antigüedades, que se describe como "momentos de pop (con ganas Laiko... 'guarnición')." Además, el álbum contenía muchos escritores de Grecia y Suecia, que de acuerdo a Mastorakis llevó al sonido del álbum que se varía. Las canciones más estilísticamente interesantes desde el álbum incluye la canción que siguió a un más estilo R&B, mientras que la canción "Katse Kala" fue descrito como un "sonido original".

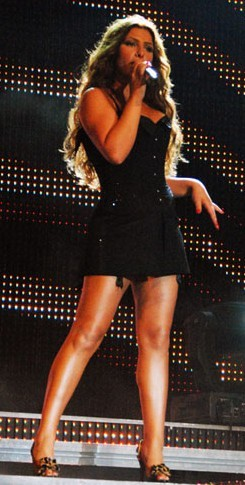
Paparizou realizando un concierto de la gira Fisika Mazi el 29 de junio de 2010 en Atenas, donde ella interpretó varias canciones de Giro Apo T' Oneiro.

Después de su victoria de Eurovisión, Paparizou fue testigo de la creciente popularidad y fue promovido a menudo más como un cantante de música pop de los medios de comunicación. En su revisión de la edición de la Euro Protereotita, Zervas Pavlos, estaba muy impresionado con el álbum y se cree que su estilo contemporáneo, podría ser un éxito internacional, el apoyo a la cantante más en el idioma inglés después de sus grabaciones; En su revisión de Iparhi logos, Zervas incluso fue tan lejos como para decir que, aparte de Sakis Rouvas, de la nación artista pop primaria, Paparizou fue el único artista apoyar el género pop / dance muy bien en Grecia, y agregó que cualquier cosa que ella eligió para cantar en el momento se había convertido en un éxito. Paparizou solía como ejemplo que los productores de renombre como Giogios Theofanous y Febo no son necesarios para crear éxitos. Material-sabio, sostuvo que las numerosas portadas eran el punto fuerte del álbum, mientras que "Gigolo" se caracterizó por "ingeniosas letras de esta canción en un patrón general que siguieron a su éxito "Mambo!" y los éxitos anteriores. Sin embargo, consideró que el material Laiko en el álbum contradice los pop e hizo su sonido en general, menos centrado.
Primero, Paparizou cantó inglés para el álbum The Game of Love fue anticipado entre los consumidores griegos y contó con un sonido bastante similar al Logos Iparhi, con más de la mitad del material del álbum está tomado del álbum antes mencionado. Zervas también revisó este álbum, diciendo que contenía diversos estilos como el dance, hip hop, slow jams, y americana, siguiendo una receta típica de la música americana. Zervas, cree que las cantantes internacionales de pop femenino no tenía mucho por encima de Paparizou, diciendo que el éxito del álbum se depende exclusivamente de los esfuerzos de promoción, aunque a nivel internacional, afiliadas las compañías discográficas estaban menos impresionados. La impresión de Zervas fue que mientras que él cree en el potencial del material, pensaba que si continuaba con sus Paparizou las tendencias actuales y el estilo de actuación en centros nocturnos Laiko con unas ambiciones de una carrera internacional que llega a una decepción.
Para Vrisko To Logo Na Zo, su cuarto álbum, Paparizou intentí minimizar las influencias Laiko y promovió una más pop / rock y el sonido de la imagen, en contraste con sus primeros tres álbumes que ha seguido un enfoque similar de la mezcla Laiko y canciones dance-pop. El concepto general del álbum se le dio críticas generalmente mixtos; Evianna Nikoleri, del rincón de la música, comentó que en sus notas positivas del álbum fue cuidadosamente y tenía un buen éxito europeo como la producción. Los elementos de la roca del álbum se pensaban que eran de menor importancia, con unos riffs de guitarra ocasionales, mientras ella sostenía que Paparizou fue siguiendo la tendencia actual de pop / Laiko, de cantantes femeninas que promueven una imagen de la roca, algo que ella atribuye Despina Vandi para comenzar;
Para Giro Apo T' Oneiro, Paparizou había trabajado con el mismo grupo que tenía dos años antes con cambios mínimos. Sin embargo, ella bajó el tono a la imagen que había creado con su álbum anterior, mientras que muchas de las canciones aún contenían influencias de rock, también abrazados nuevamente dance-pop y el folk-pop, mientras que en menor medida electrónico incorporado y un salón, y establecer un tema general para el álbum de pop.
Mientras que algunos críticos han dicho que las letras de su material en un flujo, sino que también han criticado, como genéricos y trivial, centrándose en los tópicos del amor típico; Nikoleri declaró que si bien canciones como "I Kardia Sou Petra", "Brosta Kita", "Pios", deben captar más la atención, no una sola canción se escapa de los temas típicos de amor 'you left and I want you back' "'I love you but "I will get over you", etc, citando como un área de mejora. Paparizou ha contribuido con un par de temas como compositor de todos sus álbumes de estudio, con la excepción de Logos Iparhi (aunque lo hizo para escribir la letra de la canción antigua "¿Why?", que fue una de las cubiertas en vivo del álbum), con estos escribiendo empresas son casi universalmente colaboraciones con al menos un compositor otros. Ha contribuido a la letra "Treli Kardia" (Protereotita), "Carpe Diem" y "Teardrops" (The Game Of Love), y "Mathe Prota N'agapas" (Vrisko To Logo Na Zo), mientras que en Vrisko To Logo Na Zo hizo sus primeras contribuciones musicales en la pista que había citado y "Mai Den Tha hacer" y posteriormente "Filarakia" (Giro Apo T' Oneiro), que también fue su primer trabajo en solitario de crédito por escrito.
Makis Kalamaris de Avopolis alegó que había dos tipos de artistas: la calidad y comerciales y el etiquetado, Paparizou ya que este último, aunque señaló que es una artista que algunos artistas desde el lado de la calidad han demostrado un gusto por él, porque a pesar del nivel de su material, que lo defiende de la mejor manera posible.

### Estilo de voz

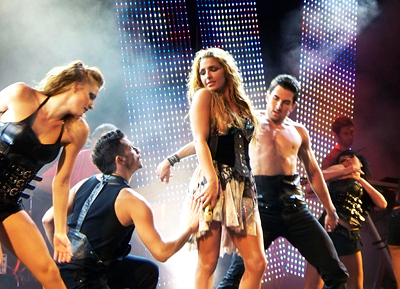
Elena actuando en el Estadio de Salónica en 2008.

Paparizou posee el rango vocal de la mezzo-soprano, desde los años antiguos hasta 2005, actuó en un rango vocal de C4 a B♭6. Su timbre de voz ha sido descrita como "sensual profunda", "dramática" y "metálico". Los críticos, a menudo han debatido sobre si el material o el pop-Laiko es mejor que se adapte a la artista en voz alta, por lo general viene en diferentes conclusiones; mientras que otros encuentran su igual en ambos, los críticos griegos tendían a preferir ella en el repertorio de pop y dance y muchas veces que en el idioma inglés. Esto fue provocado en parte por las expectativas derivadas de la crianza de Paparizou en Suecia y ganar Eurovisión, deseando a perseguir una imagen más contemporánea. Además, al haber sido criada en el extranjero, su acento en inglés era diferente a la de un hablante nativo de griego. Este punto de vista se contradice con los oyentes nativos de la música occidental. El crítico sueco, Dan Backman, de Svenska Dagbladet, consideró que Paparizou no fue la excepción a la regla de que los artistas musicales suenan mejor en su lengua materna, la descripción de sus interpretaciones vocales como "expresiva" en griego y "suave" en inglés. También seleccionó sistemáticamente a sus puras canciones Laiko, tales como "Stin Kardia Mou Mono Thlipsi", "I Zoi Sou Zari", "M'angaliazei Para Skotadi", y "O, ti Axizi Ine me Stigmes" como algo más adecuado a su voz, lo que sugiere que pueden tener "el nervio derecho dramática" por el estilo.
La recepción de las capacidades vocales de Paparizou han sido desigual. Mientras que algunos críticos han considerado que son al menos suficiente, con Makis Kalamaris de Avopolis describió como "no insignificante", otros han criticado su falta de conocimientos técnicos, en especial durante sus interpretaciones vocales en vivo. De todos modos, su voz no se percibe en general como la fuente de su atractivo, que ha sido más atribuida a su imagen los medios de comunicación y marketing. Un escritor para el Nitro se mostró escéptico de Paparizou, con habilidades musicales en general, la escritura en un artículo titulado "If the world were fair" que debería ser ampliamente reconocido lo que es un papel muy importante la imagen y la ayuda de los coristas jugar Paparizou. Pavlos Zervas del rincón de la música opinó favorablemente de la voz, señalando que en el EP Edición Euro su voz era "adaptable" y "flexible" a las necesidades de cada una de las canciones, desde las baladas a los uptempo. La crítica de Georgia Laimou de Eleftheros Typos, sin embargo, está muy en desacuerdo con esta declaración de la versatilidad. Laimou encontró a sus entregas a ser muy monótono y no posee matices entre las canciones y estilos. También comentó que su gama limitada significaba que tenía que repetir un conjunto similar de notas. La crítica vocal más común Paparizou ha recibido en los últimos años es con respecto a su tendencia a la tensión de su voz a través, específicamente a gritar, lo que empeoró progresivamente con la edad. Laimou se dio cuenta de que sobre todo después de su victoria de Eurovisión, Paparizou cantó con una nueva confianza y la fuerza. Hacia 2008, los críticos notaron la mejoría en su voz y comentó que el álbum Vrisko Para Logo Na Zo contenía su mejor interpretación vocal. En comparación con sus melodías simples anteriores, este álbum presenta Paparizou con material más difícil. Sin embargo, como el nivel de dificultad de las canciones había avanzado, más de la cantante cambió a un tono demasiado exaltado se hacía notar, como resultado de tener que empujar su voz aún más debido al volumen insuficiente y las notas altas. Su técnica fue duramente criticada en las canciones "I Eisai Foni", "'Mai' Den Tha hacer", y "Un Agapi Isouna" y se dijo que creía erróneamente Paparizou cantando en voz alta era equivalente a la capacidad pulmonar natural. Por su estilo, ha recibido la comparación con el cantante Despina Vandi, acreditado con la popularización de la tendencia entre las cantantes femeninas de Laiko-pop. Aunque la mayoría de los críticos coinciden en que su "vigorosa", ya de que sus interpretaciones reducuzen la calidad de sus canciones, en ocasiones, su estilo ha servido para aumentar el factor de entretenimiento. Kalamaris, que encontró a sus dos álbumes de 2008 y 2010 a ser muy aburrido y mediocre, comentó que Paparizou era "capaz de dar vida a incluso los temas más aburridos con su entrega".

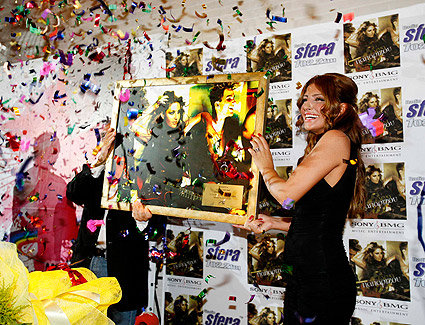
Elena recibiendo la certificación de disco de platino de su álbum "Vrisko To Logo Na Zo" que denota las ventas de más de 250 000 copias.

Además a menudo de perder el aliento en el escenario debido a su asma, para lo cual debe llevar un inhalador, Paparizou es también una fumadora de cigarrillos, que se inició en algún momento durante la infancia, una acción que puede proporcionar daño a la cuerdas vocales. En Grecia, a menudo es común para ciertos programas de televisión o eventos para ser sincronizado con los labios, a menudo debido a las restricciones técnicas y estos hechos son conocidos por el público. Algunos programas ofrecen la opción de actuar en vivo, pero, con algunas excepciones, por lo general ha optado Paparizou la sincronización de labios, incluso en actuaciones donde no hay coreografía a complicar la ejecución. Además, en varias ocasiones desde que se desempeñó como vocalista de antigüedades, la cantante ha sido criticada por usar una pista de reproducción a pantalla completa durante las presentaciones "en vivo" el escenario, como en los clubes o conciertos, algo que se conocen una gran cantidad de cantantes griegos que hacer, pero es menos aceptable socialmente.

### Imagen

#### Fashion y estilo

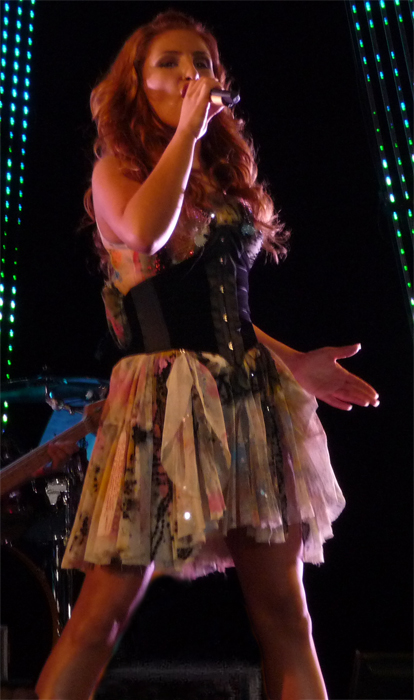
Elena Paparizou actuando en Estadio Metropolitano de Kalamata como parte de su Arhizei To Party Tour en 2008.

Durante su carrera con Antique, Paparizou era conocida por tener una mirada simplista con la falta de estilo, lo que representa una niña, hizo una transición hacia un estilo más femenino y sexual después de ir en solitario, Paparizou era conocida por un estilo revelador del vestido, que era un cambio de su "niña buena" de la imagen. Hizo hot pants con su mirada de la firma, mostrando sus piernas como su característica física más destacada, y también era conocida por usar los mini-vestidos y cinco tacones altos. En la promoción del álbum "Vrisko Para Logo Na Zo", Paparizou había promovido una imagen más "rock" de inspiración de lo que había sido previamente asociada con que aparece más agresiva en tonos oscuros, tanto en vestuario y maquillaje. La mirada se completó con varias perforaciones nuevas, incluyendo a su cartílago de la oreja, la lengua, y muy en particular, su fosa nasal, con una cadena de cable para conectarse a la perforación del oído. Evianna Nikoleri, sostuvo que Paparizou fue siguiendo la tendencia actual de cantantes femeninas de pop / Laiko que promueven una imagen de la roca, algo que ella atribuye con Despina Vandi para comenzar. Makis Kalamaris de Avopolis, también convino en que esta nueva imagen fue más para el éxito de corriente en lugar de la expresión artística, pero añadió que Paparizou, a sabiendas de sus limitaciones, fue poco a poco, ya de que alivió en él más que de repente la presentación de este personaje de rock, añadiendo que era probablemente el único caso de una cantante griega ser mujer capaz de imitar las tendencias de las mujeres internacionales sin cantar en los clubes skiladiko y en la clonación mismo tiempo a sí misma en Madonna, que la hizo sobresalir en contra de la escena mainstream actual. Paparizou es una artista, que utiliza el maquillaje de Giannis Marketakis, ya de que ha declarado que, aunque su relación comenzó estrictamente profesional, que se han convertido como hermanos, allá al decir que Paparizou siempre da entrada en su mirada y de la moda, y sigue de cerca las tendencias de moda. A pesar de ello, Paparizou ha dicho que ella evita extremidades en sus elecciones de moda. En su álbum, "The Game Of", mientras que ella también reconoce Roberto Cavalli, que ha proporcionado que, Paparizou da crédito a Al Giga, para su entrada en Eurovisión 2005.

#### Imagen pública

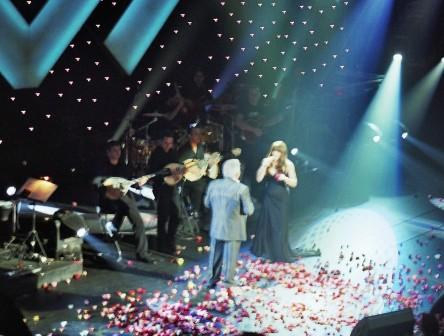
Elena Paparizou cantando junto a Pashalis Terzis.

El 14 de marzo de 2010, Alpha TV había clasificado que Paparizou era la número 14 como la 14.ª mejor artista femenina en los 50 años la industria fonográfica del país, en una lista titulada los "30 más populares cantantes griegos femeninos de los últimos 50 años", con certificaciones por un total de siete Platinum y cuatro discos de oro. Esto hizo que Paparizou, sea la artista más joven en la lista, el único artista menor de 30, así como el único artista que emerge en la década de 2000 (en su carrera en solitario). En 2010, Forbes enumeró a Paparizou como la 21.ª celebridad más poderosa e influyente de Gracia y la 89.ª de Portugal. Además, Paparizou tiene más de 144 millones de visitas en YouTube, más que cualquier otro artista en la industria de la música griega. Ella es considerado como la más exitosa cantante de pop de la segunda mitad de la década de 2000. Mientras que en años anteriores al presente una supuesta rivalidad entre Ana Vissi y Despina Vandi recibió gran atención de los medios y la competencia en cuanto a qué la artista en su última instancia, llegó a la cima, Paparizou había reemplazado esencialmente los dos músicos como la mejor cantante femenina contemporánea en sus ausencias durante la segunda mitad de la década. En la revisión de su álbum de regreso, "Apagorevmeno" (de 2008) después de tres años desde su último lanzamiento, Haris Simvoulidis de Avopolis, alegó que Vissi dio la impresión de tratar de ponerse al día con sus contemporáneos, Paparizou y Zina Peggy, que fueron los actos de sexo femenino más culturalmente relevantes de la época. Sin embargo, a finales de la década, su popularidad estaba en declive al igual que la mayor parte de la escena Laiko-pop y cantantes basados en imágenes, en parte debido a las dificultades que enfrenta la industria de la música griega, incluyendo la piratería, la financiera crisis, y el cambio de gustos musicales.
Paparizou había establecido una imagen pública calificada como la de la "griega de todas las chicas" o la "chica de al lado", haciendo de ella un icono para las adolescentes, mientras que sus canciones se han convertido en un elemento básico para los jóvenes personas durante las audiciones de música de reality shows como un ídolo griego, así como ha inspirado a artistas más jóvenes como un ídolo subcampeón de Nicole Paparistodimou. Paparizou se hizo conocido por la forma en que se acercó a los medios de comunicación, ella ha sabido pedir disculpas en sus entrevistas, se ríen en todas partes, y "encarna a la chica buena y no la mujer fatal, ella quiere ser simpática" y proyecta una "niña-mujer" en lugar de una diva, por lo tanto mantenerse a la familia. Sin embargo, ella también ha hablado con franqueza a los periodistas acerca de las cuestiones relativas a su vida personal, la cirugía plástica, y el peso. También ha sido referida como una anti-diva, mientras que los informes, Ivi la seleccionó para ser la cara de su "Fisika Fersou" (acto natural) la campaña para la representación de todas las cualidades correspondientes, tales como frescura, naturalidad, autenticidad, buena voluntad y sentido del humor. Durante su papel como una personalidad de la televisión y en las entrevistas, Paparizou se hizo conocida por frecuentes estallidos de risa. Varios críticos han ridiculizado sus apariciones en televisión por su falta de nada sustancial, ya de que no sabía que decir. Una biografía de la artista en Alpha Kafes TV dijo que la apelación de Paparizou no se debió a su voz, sus canciones, ni su cuerpo, sino que representa las cualidades y limitaciones de la persona promedio. Paparizou ha dicho que a ella le gusta presentarse a sí misma en el moderación, ella se clasificó su poder de estrella como moderado en el sistema de la estrella griega, el nivel que considere adecuado para los artistas, y agregó que creía que su imagen pública nunca sería capaz de superar la de la chica de al lado en los ojos de la opinión pública griega. Sin embargo, E! Entertainment Television, también la describió como "sensual", situándose en el puesto ella en el número 16 en sus 25 mujeres más atractivas y 25 más sexys Divas Pop de 2008, haciendo de ella uno de los dos griegos famosos, junto con Kostas Martakis-que alguna vez se presentará en una de las listas de la red. En 2009, ella admitió que había sido objeto de aumento de mama a la edad de 26 después de que así lo deseen desde que tenía 18 años. Esto la convirtió en la primera celebridad femenina griega que admitir que hayan sido sometidos al procedimiento de afforementioned, algo que fue examinado positivamente por algunas personalidades de los medios.
En 2008, Paparizou, que era conocido por su esbelta figura, fue examinada por su aumento de peso durante la temporada 2007-08 cuando se tomó un descanso de la realización. Paparizou declaró abiertamente que había ganado 10 kg (22 libras), sin embargo ya había perdido 7 (15) de ellos. Ella había declarado anteriormente que ella gana menos de esa cantidad cada vez que sale en las vacaciones, y agregó que habría sido posible para ella ganar hasta 15 kg (33 libras). Tal como lo había declarado por primera vez en 2006, ella no estaba satisfecho con los ideales discriminatorias hacia los hombres y las mujeres y amenazó con poner en el peso al año siguiente. Esto fue seguido por otro aumento de peso en 2009; su nueva imagen de su distancia a la que se dio a conocer con cerca de Eurovisión 2005. Como los medios de comunicación se convirtieron en más preocupados por su peso, Paparizou expresó su desaprobación de esta, diciendo: "Yo soy una cantante, no una modelo". En 2010 sus grabaciones de vídeo se informó de que Paparizou preguntó solo para fotografías de primeros planos, debido a esta cuestión. Paparizou se había enfrentado también el control de su peso en otro ocasión durante el Eurovisión 2001 era en la que los medios de comunicación hicieron afirmaciones de que ella tuviera la anorexia nerviosa; Paparizou admitió que por su aparición en el concurso que había perdido demasiado peso y había bajado a 51 kg.

## Vida personal
Paparizou en un momento durante su juventud siguió el budismo, pero con el tiempo comenzó a seguir la religión ortodoxa griega, una vez más como ella cree que le conviene mejor. Ella ha estado involucrada en una relación a largo plazo con su compañero de origen sueco-griego Toni Mavridis, quien se presentó como un músico por un amigo de su hermana en un restaurante llamado Mikonos, cuando solo tenía 17 años, mientras que Mavridis es 11 años mayor que ella. Mavridis se convirtió en un empresario de antigüedades y ha escrito canciones en todos los discos en solitario de Paparizou, mientras que también se desempeña como su mánager. Mavridis se había acercado a Paparizou por solo un mes antes de comenzar su relación y ella se fue de casa de sus padres a vivir con él en Estocolmo. Los dos tenían una celebración tradicional de compromiso griego con sus familiares el 24 de diciembre de 2000 y se han dedicado desde entonces; Sin embargo, Paparizou ha dicho que Mavridis nunca ha propuesto formalmente a ella y que ella preferiría que hacer esto en el occidental la tradición de ir abajo en una rodilla. La falta de Paparizou de fluidez en el idioma griego era a menudo un tema de los medios de comunicación, a pesar de que empezó a mejorar después de su victoria de Eurovisión, después de haber comprado una casa con Mavridis en el barrio ateniense de Glyfada en 2006. Mavridis ha sugerido la idea de los dos de casarse en Las Vegas, Nevada, mientras que Paparizou también ha elegido ya una koumbara, su buen amigo Roxani. En muchas ocasiones, Paparizou se ha pronunciado sobre una familia con Mavridis; en celebridad, Paparizou fue citado diciendo: "Yo creo que la familia es la cosa más natural, lo que quiero en mi vida y lo que es mi preferencia a los que no, verdad? tienen los niños para que yo pueda continuar mi carrera? Un día va a terminar. No puedo estar en el escenario todos los días, al igual que ahora estoy en 25", mientras que en Nitro ella dijo: "Con Mavridis no es mi primera relación, pero creo que es mi pasado. Él es la persona que quiero tener hijos. Creo que es el mejor padre que pudiera tener. Si yo no tengo hijos con él, entonces voy a adoptar". En el agosto de 2010 su cuestión de estilo de vida, Paparizou reveló que a ella le gustaría tener un hijo en el próximo año a dos años. En 2011 Paparizou se tomó un descanso de la escena musical griega y regresó a Suecia y solo se informó que ella y Mavridis habían estado separados durante casi tres meses y estaban en el proceso de división de la riqueza compartida y la colocación de su casa en Glyfada para la venta. El 29 de junio de 2011, Mavridis y ella confirmaron que habían terminado su relación después de 12 años juntos. Paparizou se mudó de su casa, mientras que Mavridis se quedó. Según se informa, Mavridis ha solicitado exactamente la mitad de su riqueza compartida y los activos, que además de su casa en Atenas, incluida una segunda casa en Chalkidiki, propiedad en Suecia, un Ferrari, y las cuentas bancarias conjuntas, valorado en un total de seis a siete millones de euros, su argumento es que, como su mánager se puso la misma cantidad de esfuerzo en la acumulación de activos, ya que él arregló y estuvo presente en todos sus asuntos. La expareja no pudo llegar a un acuerdo sobre los estados financieros y los problemas por sí solos y han involucrado a sus abogados, con la posibilidad de dejar que los tribunales decidan. Paparizou y Mavridis habían resuelto sus diferencias fuera de los tribunales y su hogar en Glyfada se puso a la venta por 650 miles de euros, una disminución de €350 000 de la original cuesta que lo había comprado. Una parte está programado para ir al banco para pagar su deuda existente, mientras que el resto se divide a partes iguales entre los dos.
El padre de Paparizou murió repentinamente el 25 de diciembre de 2008 de un ataque al corazón durante las celebraciones de la familia del día de Navidad. Paparizou detuvo sus actuaciones en Iera Odos para poder estar con la familia en Suecia antes de reanudar su programa. Más tarde, manifestó su creencia de que su padre habría vivido y había sido la ambulancia del sistema, culpando a la incompetencia médica. Ella ha estado sufriendo de depresión, ya que, ante lo que consideró la segunda aparición desde que era una adolescente.

## Discografía
| Álbumes de estudio en griego - 2004 - Proteraiótita - 2006 - Yparkhei logos - 2008 - Vrisko to logo na zo - 2010 - Gyro apó t'óneiro - 2013 - Ti ora tha vgoume - 2017 - Ouranio Toxo - 2021 - Apohrosis Álbumes de estudio en inglés - 2005 - My number one - 2006 - The game of love - 2014 - One life |

## Conciertos
| Giras en Grecia - 2008 - To parti arxizi - 2010 - Fisiká mazí (con Onirama) - 2012 - Summer Tour 2012 (con Melisses) - 2012 - Club Tour (con Playmen) - 2016 - Summer Tour (con Isaias Matiaba y Myron Stratis) - 2018 - Ouranio Toxo Live (con Anastasios Rammos) Giras en Suecia - 2014 - Julgalan (con Danny Saucedo, Alcazar, Mattias Andreasson, E-type, Erik Segerstedt, Linda Bengtzing, Albin) - 2015 - Diggiloo (con Charlotte Perrelli, Hanna Hedlund, Mollie Lindén, Jessica Andersson, Lisa Stadell, Martin Stenmarck, Andreas Johnson, Björn Kjellman. Magnus Carlsson, Oskar Bly, Magnus Johansson) Giras internacionales - 2005 - Tour Eurovision Winner - 2005 - Tour Estados Unidos y Australia (con Nikos Kourkoulis) | ;Residencia en Grecia - 2005-2006 - Fever - 2006-2007 - Iera Odos - 2007 - Odeon - 2008-2009 - Iera Odos - 2009 - Thalassa: People's Stage (con Stavento) - 2010-2011 - Diogenis Studio (con Antonis Remos) - 2011-2012 - Pyli Axiou (con Yannis Parios) - 2012-2013 - Votanikos (con Natasa Theodoridou) Residente en Suecia - 2016 - My way (con Claes Malmberg y Jan Malmsjö) |

## Premios y nominaciones
Helena Paparizou a lo largo de su carrera en solitario ha conseguido un número de sesenta y seis nominaciones, a distintos premios, de los cuales ha ganado veintinueve. Es una de las cantantes más valoradas y premiadas de Grecia. Con solamente un año de carrera en solitario supo ganarse el premio de Eurovisión llevando a Grecia por primera vez a la victoria del festival.

## Televisión

### 2011-2012: Dancing on ice (Grecia)
En octubre de 2011 se hizo pública la noticia de que Helena Paparizou participaría en un programa de la cadena griega ANT1 con el nombre Dancing on ice como jurado. Será la primera vez que la cantante griega trabaja en televisión dentro de un programa. Dancing on ice hizo su premier el 6 de noviembre y Helena está acompañada en el jurado por Petros Kostopoulos y Alexis Kostalas. Helena comentó que ella había patinado sobre hielo pero nunca con coreografía y que tampoco tenía muchos conocimiento ni experiencia de dicho deporte por lo que se limitaría a hacer críticas más sensitivas que técnicas.
El estreno del programa tuvo grandes calificaciones aunque fue criticado por una baja producción y por llegar a ser aburrido. Realmente, el elevado número de espectadores lo ganaron gracias a Helena Paparizou que fue una de las pocas que incorporó el entretenimiento al programa gracias a sus divertidos comentarios y valoraciones. En el sexto programa, el 11 de diciembre, Helena interpretó su nuevo sencillo, Mr. Perfect ante millares de telespecadores iniciando así la promoción del mismo.
La temporada del concurso duró doce programas que terminaron en enero de 2012. Cuando llegó a su final, Helena recibió numerosas felicitaciones por su gran comportamiento como jurado de concurso. También alabaron su carisma y su buena actitud en importantes revistas y páginas web griegas.

### 2012: Let's Dance (Suecia)
Tras las negociaciones que la cadena de televisión sueca tuvo con Helena Paparizou durante el mes de febrero, el 14 de marzo se oficializó la participación de la cantante en al programa de baile. A principios de año Helena había sido partícipe de un programa de baile sobre hielo en Grecia como jurado, esta vez se metía en la piel de los concursantes. Helena Paparizou bailó en todos los programas con el bailarín sueco, David Watson.
En la premiere del programa Helena, que había bailado un chachachá, fue muy bien valorada por el jurado obteniendo el segundo lugar en la lista de participantes. En el segundo programa bailó un quickstep con el cual, otra vez, volvió a quedar en segunda posición. En el tercer programa bailó un pasodoble quedando tercera por la puntuación del jurado, aunque el público decidió eliminarla.
La eliminación de Helena Paparizou del programa "Let's Dance" no pasó desapercibida y de inmediato la noticia se extendió por los medios de comunicación griegos y también por los suecos. Los jurados del programa quedaron impresionados ya que para ellos, Helena, desde el primer baile que hizo la vieron como una de las favoritas y posiblemente la ganadora del programa.